# Malgobeksky (huyện)
Huyện Malgobeksky (tiếng Nga: Малгобе́кский райо́н) là một huyện hành chính tự quản (raion), của Ingushetia, Nga. Huyện có diện tích 670 kilômét vuông, dân số thời điểm ngày 1 tháng 1 năm 2000 là 56400 người. Trung tâm của huyện đóng ở Malgobek.